# Ascalaphus festivus
Ascalaphus festivus is een insect uit de familie van de vlinderhaften (Ascalaphidae), die tot de orde netvleugeligen (Neuroptera) behoort. 
Ascalaphus festivus is voor het eerst wetenschappelijk beschreven door Rambur in 1842.